# Lithophane laurentii
Lithophane laurentii là một loài bướm đêm trong họ Noctuidae.